# Campofrío
Campofrío è un comune spagnolo di 840 abitanti situato nella comunità autonoma dell'Andalusia, provincia di Huelva, comarca di Cuenca Minera.

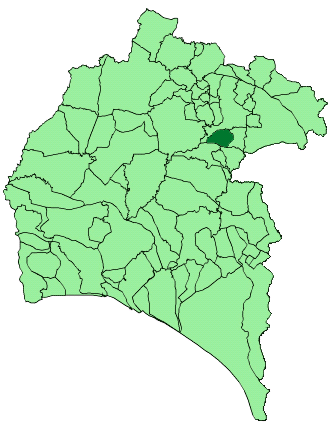
Mappa del comune nella provincia